# Båthus

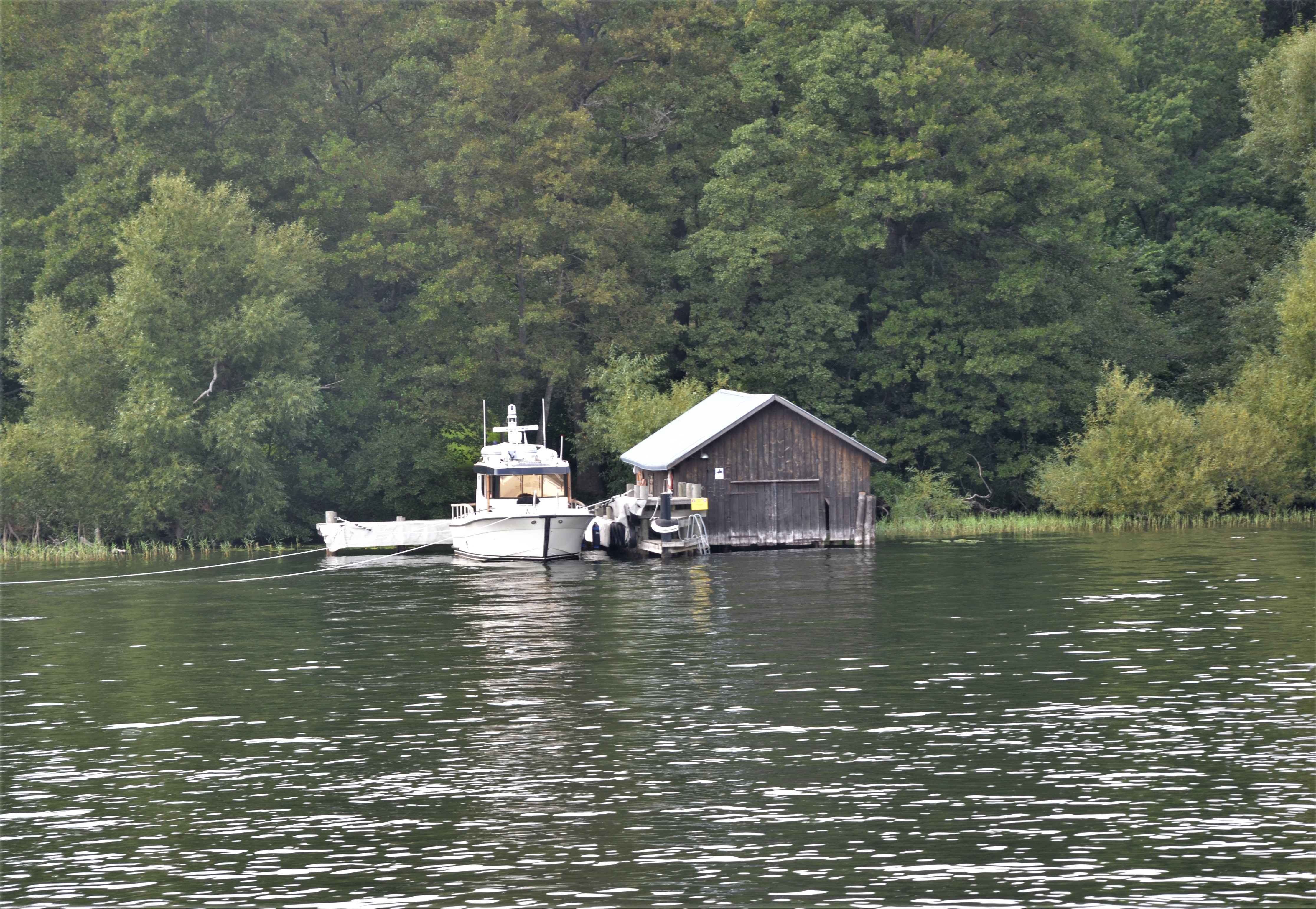
Båthus på Lovön.

Båthus är ett skjul där (sjösatta) båtar förvaras, särskilt under kallare årstider. Ofta står båthuset på bryggkistor, alternativt på pålar och har en infart i gaveln. Byggnader på land avsedda för förvaring av båtar eller båttillbehör kallas sjöbod.
Vissa båthus kan tillhöra en båtklubb, en marina eller en roddklubb, och då kan även en föreningslokal eller en restaurang finnas i anslutning till båthuset, samt serviceutrymmen som dusch, toaletter, verkstad och förråd. Båthus är huvudsakligen byggda av trä, ibland ritade av välkända arkitekter som Stockholms Roddföreningens båthus vid Djurgårdsbrunnsviken i Stockholm som ritades 1912 av en ung Sigurd Lewerentz. Till byggnadsmaterialet för detta båthus användes bland annat de olympiska läktarna på Strandvägen från Olympiska sommarspelen 1912. Fortfarande kan man i taket i båthallen se sittplatsnummer.

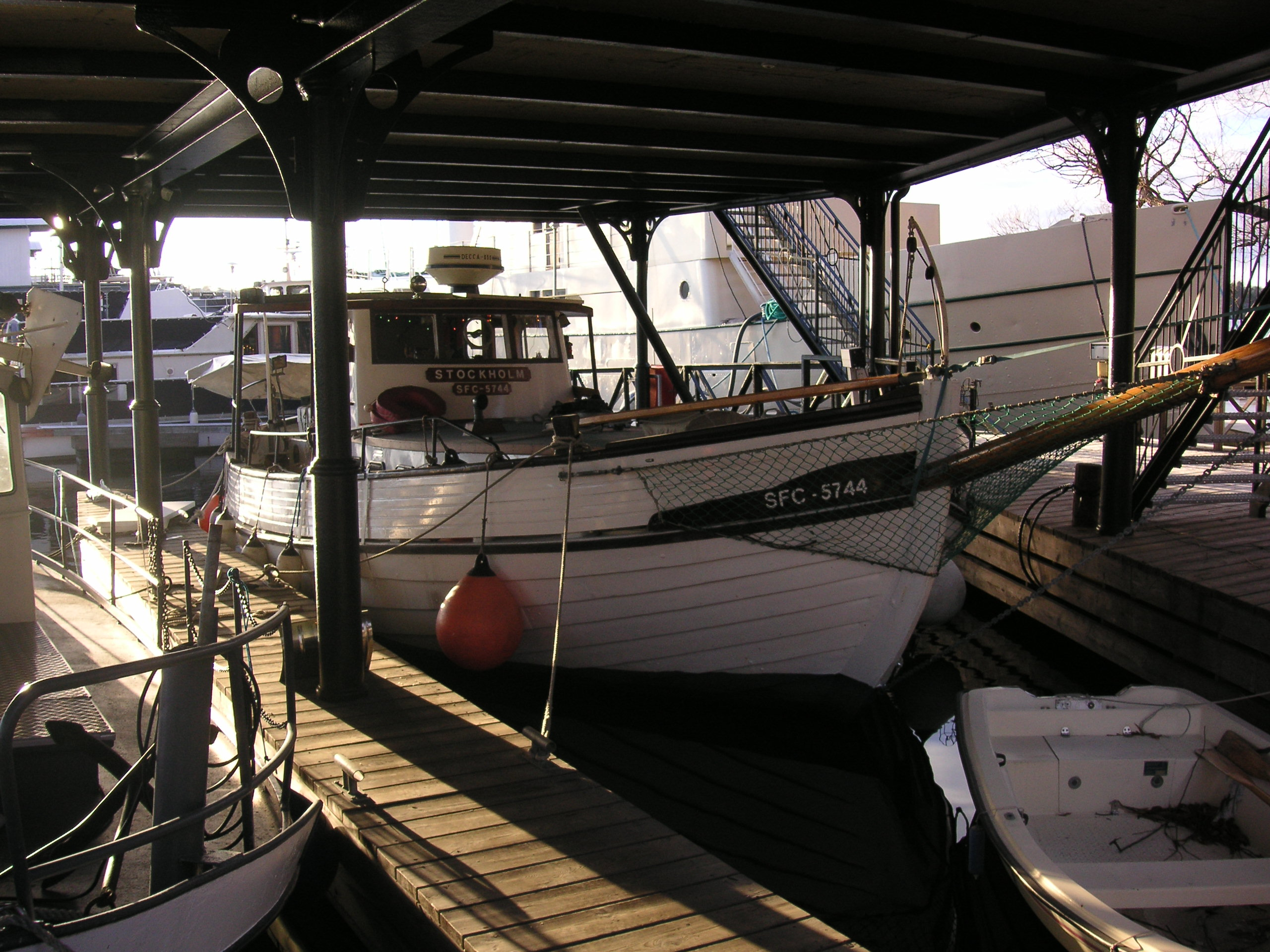
Ett större båthus på Pampas Marina i Solna.
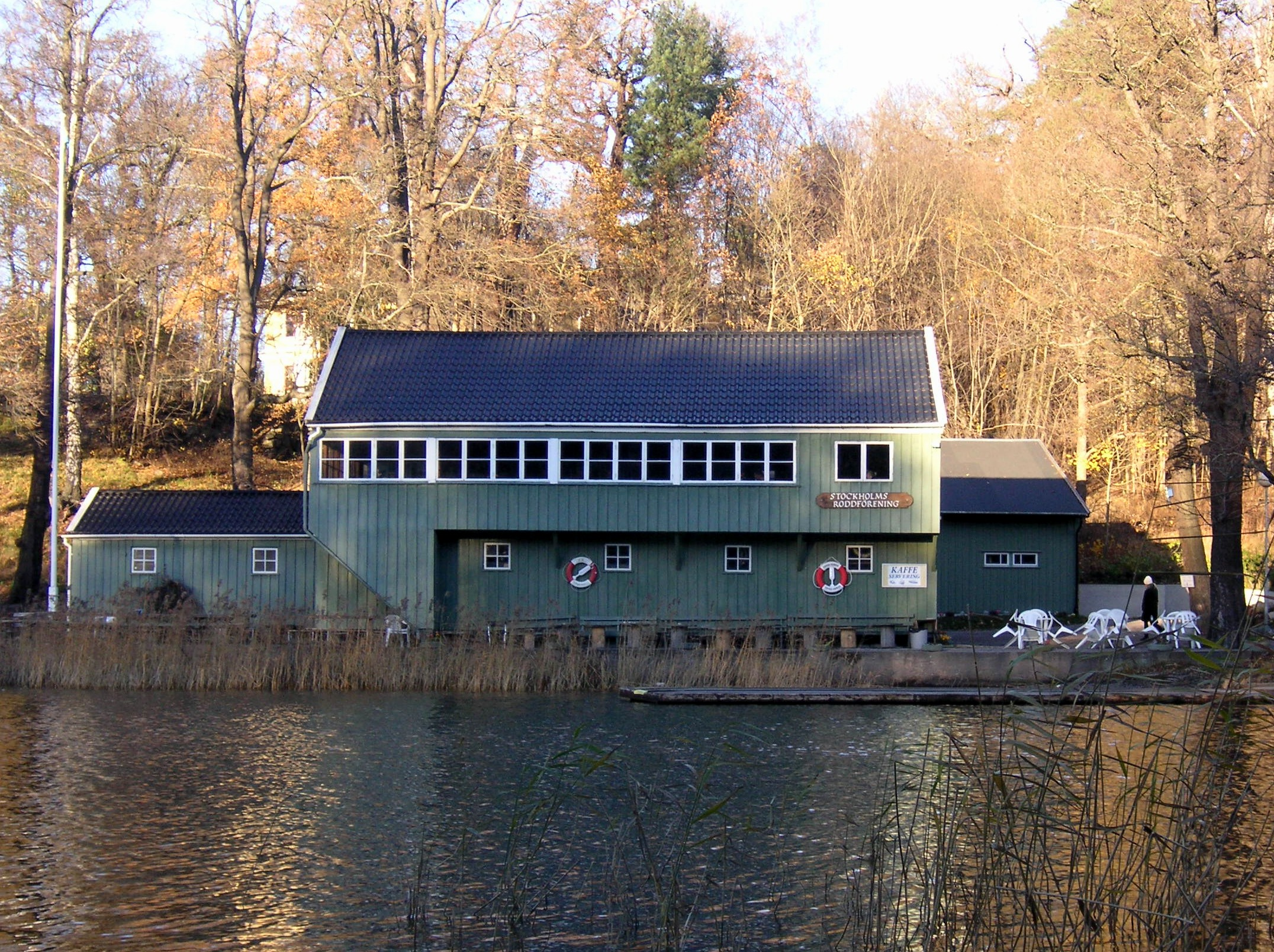
Stockholms Roddförenings båthus vid Djurgårdsbrunnsviken.
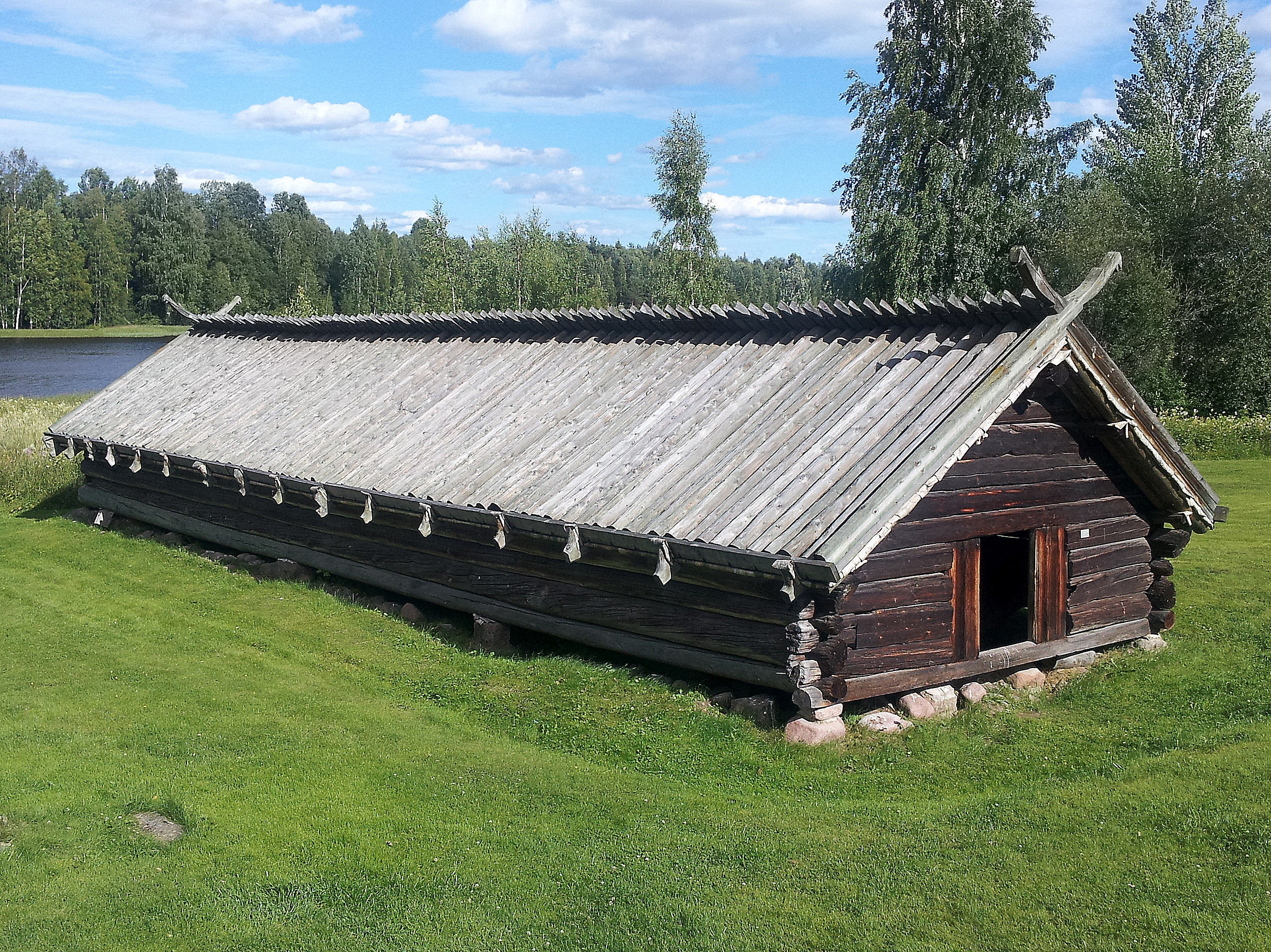
Ålderdomligt båthus på Zorns gammelgård i Mora.
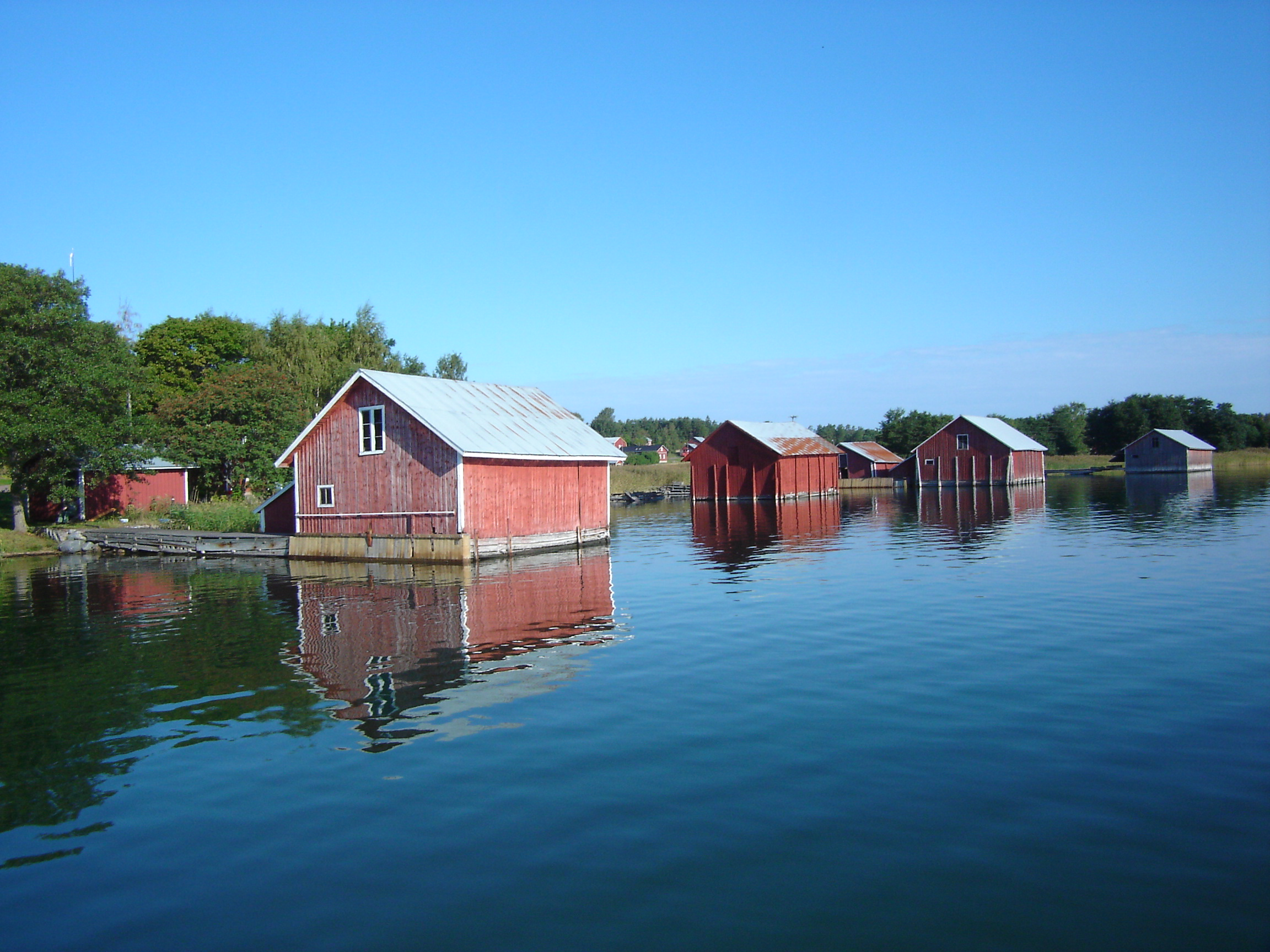
Båthus i Hyppeis i Houtskär.